# Bahusutrabeeja dwaya
Bahusutrabeeja dwaya är en svampart som beskrevs av Subram. & Bhat 1977. Bahusutrabeeja dwaya ingår i släktet Bahusutrabeeja, divisionen sporsäcksvampar och riket svampar.   Inga underarter finns listade i Catalogue of Life.